# 克塞山戰役
40°15′00″N 39°33′00″E / 40.2500°N 39.5500°E
克塞山戰役（英语：Battle of Köse Dağ）是蒙古帝國與魯姆蘇丹國（塞尔柱帝国的分支政權）之間發生在1243年6月26日的戰爭，雙方軍隊於鄰近埃尔津詹與居米什哈內一帶的克塞山山隘中相遇（位於現今土耳其的東北部），蒙古帝國在這場戰役中戰勝魯姆蘇丹國，成功取得決定性的勝利。

## 背景
在窩闊台大汗的統治時代，魯姆蘇丹國的蘇丹凱霍斯魯二世和綽兒馬罕（綽兒馬罕出身怯薛，是當時蒙古最具權勢與影響力的將領之一）間保持友好的關係，並以謙卑的姿態向蒙古帝國進貢許多貢品，不過兩國間的和平並未持續太久，很快地，蒙古人開始要求蘇丹前往蒙古覲見大汗，並交出人質以及接受蒙古帝國派出的達魯花赤官員。

## 戰鬥
在蒙古統帥拜住的領導下，蒙古軍隊於1242-1243年的冬天襲擊了魯姆蘇丹國，並攻下重鎮埃爾祖魯姆。蘇丹凱霍斯魯二世立即呼籲他的鄰國們提供部隊一同抵抗蒙古人的入侵，特拉比松帝国派遣了一支軍隊，凱霍斯魯二世另外聘請了一批來自法蘭吉斯坦的僱傭兵，少部分的喬治亞貴族，如來自阿哈爾齊赫的法拉達夫拉（Pharadavla of Akhaltsikhe）與達爾丁·夏爾瓦什日加入了魯姆蘇丹國的陣營，但絕大多數的喬治亞領主被迫與他們的宗主國蒙古軍隊一起戰鬥。
雙方軍隊在1243年6月26日於克塞山相遇，並展開激烈的交鋒。雖然主要的歷史文獻中並未記錄兩方軍隊的規模與人數多寡，但暗示著蒙古軍隊面臨到敵方在數量上佔據的優勢。拜住雖然在戰前接獲他麾下喬治亞軍官憂心忡忡的報告 - 塞爾柱聯軍人數眾多，遠超過蒙古人的部隊，不過拜住認為敵人的數量並不算什麼，他說：「敵方的人數越多，我軍獲得的勝利就越光榮，此外也確保我們會有更多的戰利品可以掠奪」。
凱霍斯魯二世拒絕他手下經驗豐富的將領所提出嚴守防線，以待蒙古人先攻的戰略建議。與此相反，凱霍斯魯二世決定派出20,000名士兵主動出擊蒙古軍隊，更糟的是這支先鋒部隊是由毫無經驗的指揮官所統領，蒙古軍隊佯裝被塞爾柱人打敗並向後撤退，等到塞爾柱的先鋒被引誘脫離主力部隊一段距離後，蒙古人隨即回軍包圍了塞爾柱人，順利地擊敗塞爾柱的前鋒部隊。
當塞爾柱聯軍的所剩部隊親眼目睹先鋒軍戰敗後，許多塞爾柱軍隊的指揮官以及旗下的士兵，甚至是凱霍斯魯二世本人紛紛開始逃離戰場，最終，塞爾柱的軍隊在失去領導者的情況下，大多數的部隊皆未投入戰鬥便四散逃逸了。
獲勝後，蒙古人掌控了錫瓦斯和開塞利兩座城市，蘇丹凱霍斯魯二世逃往安塔利亞，隨後被迫跟拜住求和，並不得不向蒙古帝國宣誓效忠。

## 後續
克塞山戰役的失敗，直接導致了塞爾柱政權的衰落與瓦解，並使安納托利亞地區陷入一段長時間的混亂時期，除此之外，特拉比松帝國與位於奇里乞亚的奇里乞亚亚美尼亚王国也因為此戰的影響，兩國皆成為蒙古帝國的附庸國，蒙古人實質統治了安納托利亞。

## 外部連結
- Kirakos of Gandzak（英语：Kirakos Gandzaketsi）: History of Armenia (part 35) 13th century
- History of Anatolian Seljuks